# El Deber
El Deber é um jornal da cidade boliviana de Santa Cruz de la Sierra.